# Comitatul Târnava

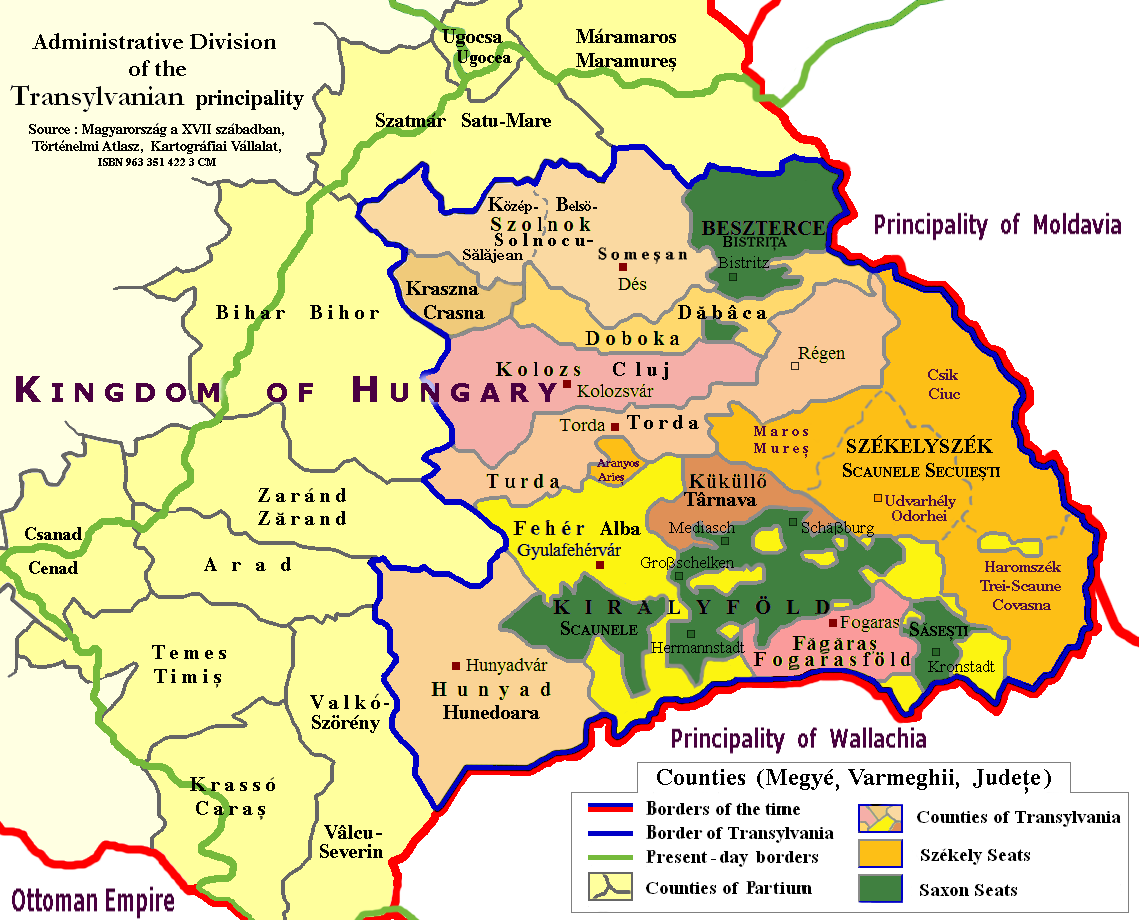
În castaniu, comitatul "Târnava" pe harta împărţirii administrative a Transilvaniei medievale

Comitatul Târnava (în latină Comitatus Cuculiensis, în maghiară Küküllő vármegye, în germană Komitat Kokelburg) a fost o unitate administrativă a Regatului Ungariei, care a funcționat din secolul al XII-lea și până la reforma administrativă din 1784, apoi din nou în perioada 1867-1918. Capitala comitatului a fost Cetatea de Baltă.

## Istorie
Comitatul medieval Târnava format în secolul XI dispare în 1784 odată cu împărțirea în Bezirke decisă de împăratul habsburgic Iosif al II-lea, apoi este restabilit în cadrul Regatului Ungar, dar cu un teritoriu mărit prin adăugarea unor părți din Pământul crăiesc și din Comitatul Alba, odată cu reforma administrativă legată de constituirea Imperiului Austro-Ungariei în 1876, care desființează Marele-Principat al Transilvaniei. În 1876 este împărțitt în comitatul Târnava Mare (cu reședința la Sighișoara) și în comitatul Târnava Mică (cu sediul la Deciu-Sân-Martin, azi Târnăveni).
În 1918, urmată fiind de confirmarea Tratatului de la Trianon din 1920, comitatele Târnava Mare și Mică, odată cu întreaga Transilvanie istorică, devin județe ale României.